# Browar Brzeg
Browar Brzeg – browar przemysłowy w Brzegu działający do 2008 roku. Od lat 90. XX wieku należał do grupy piwowarskiej Zakłady Piwowarskie Głubczyce.

## Historia
Budowę browaru rozpoczęto na przełomie XIX i XX wieku. W 1920 roku zakład został połączony w jedną spółkę z innymi zakładami piwowarskimi w mieście i do 1945 roku działał pod nazwą Brieger Brauhaus GmbH.
Po zakończeniu II wojny światowej browar został przejęty przez władze Polski Ludowej i upaństwowiony. Od 1946 roku znajdował się pod zarządem PSS Społem. W 1958 roku wraz z browarem w Niemodlinie wszedł w skład Brzeskich Zakładów Piwowarsko-Słodowniczych. W 1970 roku zakład piwowarski w Brzegu został połączony z Opolskimi Zakładami Piwowarsko-Słodowniczymi, które w 1975 roku zmieniły nazwę na Zakłady Piwowarskie w Głubczycach.
W latach dziewięćdziesiątych XX wieku właścicielem browaru została spółka akcyjna Zakłady Piwowarskie Głubczyce S.A. Od początku XXI wieku w zakład produkował różne marki piwa, głównie w butelkach PET na zlecenie sieci dyskontów spożywczych i supermarketów.
W 2008 roku spółka Zakłady Piwowarskie w Głubczycach S.A. poinformowała o zakończeniu produkcji piwa w Brzegu i likwidacji zakładu.